# Boarmia infuscata
Boarmia infuscata là một loài bướm đêm trong họ Geometridae.